# جنگ هفت‌ساله شمالی
جنگ هفت ساله شمالی (همچنین شناخته شده به جنگ هفت ساله اسکاندیناوی و اولین جنگ شمالی) جنگی میان امپراتوری سوئد و ائتلافی از دانمارک-نروژ، لوبک و لهستان-لیتوانی بود که میان سالهای ۱۵۶۳ تا ۱۵۷۰ میلادی به طول انجامید. جنگ زمانی شروع شد که فردریک دوم دانمارک تلاش کرد تا جلوی تجزیه کامل اتحاد کالمار را بگیرد و همچنین، اریک چهاردهم، شاه سوئد، کوشید تا موقعیت دانمارک را تضعیف گرداند. جنگ تا زمانی ادامه یافت که ارتش‌های هردو طرف به شدت خسته شدند و مردان زیادی نیز از بین رفتند. سرانجام این جنگ به بن‌بست رسید و دو طرف مجبور به امضای پیمان شچچین شدند.

## علت جنگ
با مرگ کریستیان سوم و گوستاو واسا در ۱۵۵۹ و ۱۵۶۰ میلادی، به ترتیب، سوئد و دانمارک هردو شاهانی جوان - اریک چهاردهم سوئد و فردریک دوم دانمارک - داشتند. فردریک دوم در رؤیای احیا اتحاد کالمار تحت سلطهٔ شاهی دانمارکی به سر می‌برد؛ در حالی که، اریک چهاردهم بر آن بود که به قدرت دانمارک در منطقه پایان دهد.
فردریک دوم اندکی پس از تاجگذاری اش در ۱۵۵۹ میلادی، به فرمانده کل ارتش دانمارک - یوهان رانتزوا - دستور داد که شکست تحقیرآمیز دانمارکی‌ها از جمهوری دهقانی کوچک دیتمارش را تلافی کند. پیشروی‌های دانمارک در سال بعد نیز ادامه یافت و این کشور، جزیرهٔ کوچک اوزل در دریای بالتیک را نیز فتح کرد.

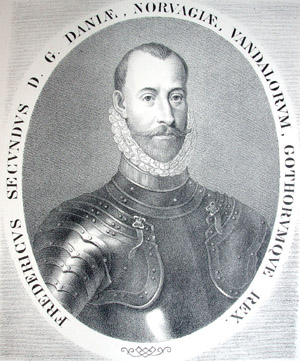
فردریک دوم (۱۵۳۴–۱۵۸۸), شاه دانمارک و نروژ ۱۵۵۹–۱۵۸۸

در همین زمان، جنگ لیوونی هم آغاز شد و رقابت میان سوئد و دانمارک به اوج خویش رسید. در مه ۱۵۶۳ میلادی، قبل از آغاز رسمی جنگ در اوت همان سال، زد و خوردهای جزئی به وقوع پیوست.

## پیمان صلح
در پایان جنگ، لشکریان طرفین خسته شدند. این موضوع باعث شد رهبران جنگی نگرش مثبتی به صلح داشته باشند. مذاکرات صلح در سپتامبر ۱۵۷۰ در شهر شچچین آغاز شد و به پیمان صلح شچچین در ۱۳ دسامبر همان سال انجامید. شاه سوئد از ادعاهایش نسبت به نروژ، اسکونه، هاللاند، بلکینگه و گوتلاند چشم پوشید. در مقابل، شاه دانمارک نیز از ادعایش در مورد سوئد صرف نظر کرد.